# Réserve naturelle du Corno Grande di Pietracamela
La Réserve naturelle du Corno Grande di Pietracamela est un espace naturel protégé créée dans les Abruzzes en 1987. Elle est incluse dans le parc national du Gran Sasso e Monti della Laga, située sur le côté nord du Corno Grande (glacier du Calderone et Vallone delle Cornacchie, au sud du Corno Piccolo, en amont du Prati di Tivo), sur le territoire de Pietracamela, dans la province de Teramo,.

## Description
Le territoire de la réserve comprend la partie nord du pic principal du Gran Sasso (pic occidental, pic central, pic oriental et tour Cami) avec ses parois rocheuses calcaires, le glacier du Calderone et le versant glaciaire du Rifugio Carlo Franchetti (it).

### Flore
L'altitude élevée et la géomorphologie rocheuse et graveleuse de toute la zone rendent impossible la présence de végétation arboricole, mais seulement la présence parfois de lichens et d'édelweiss des Apennins.

### Faune
La rudesse du lieu permet presque exclusivement la présence d'une avifaune typique de l'ensemble du massif : aigle royal et Crave à bec rouge.

## Galerie

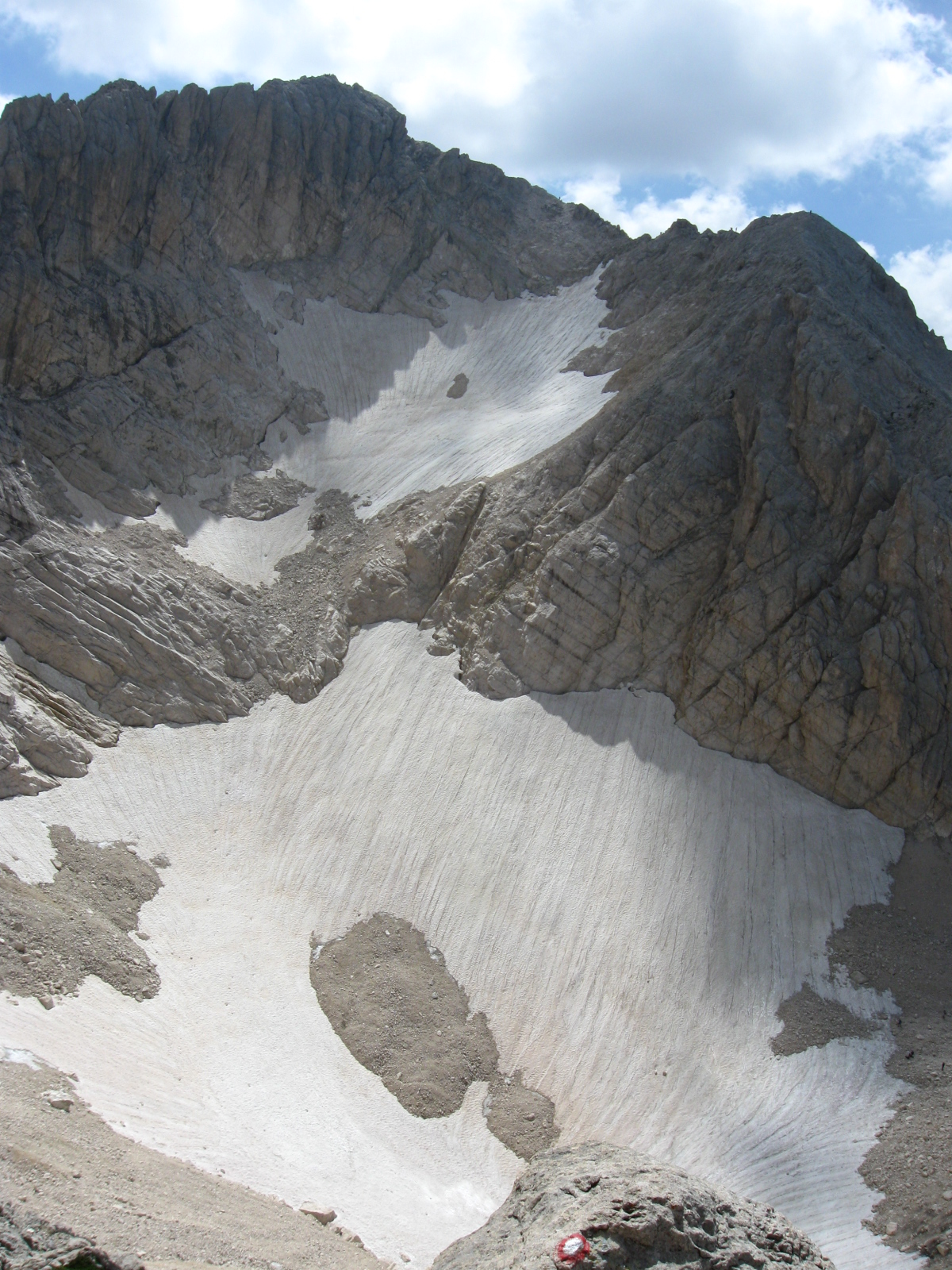
Le glacier du Calderone (2013).
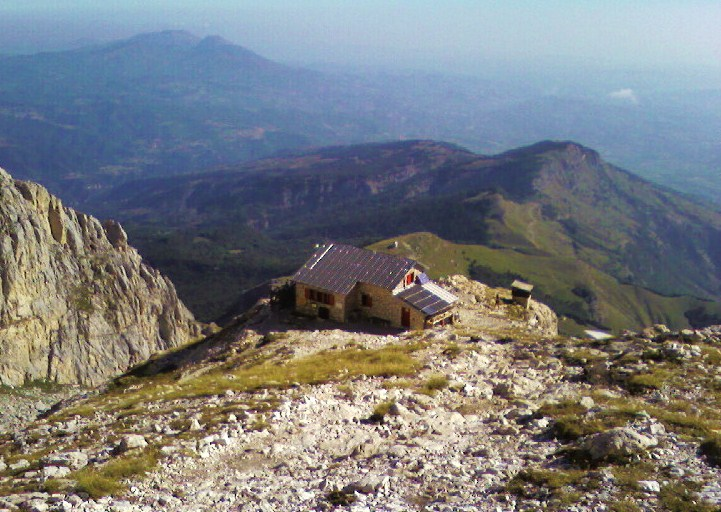
Le refuge Carlo Franchetti.
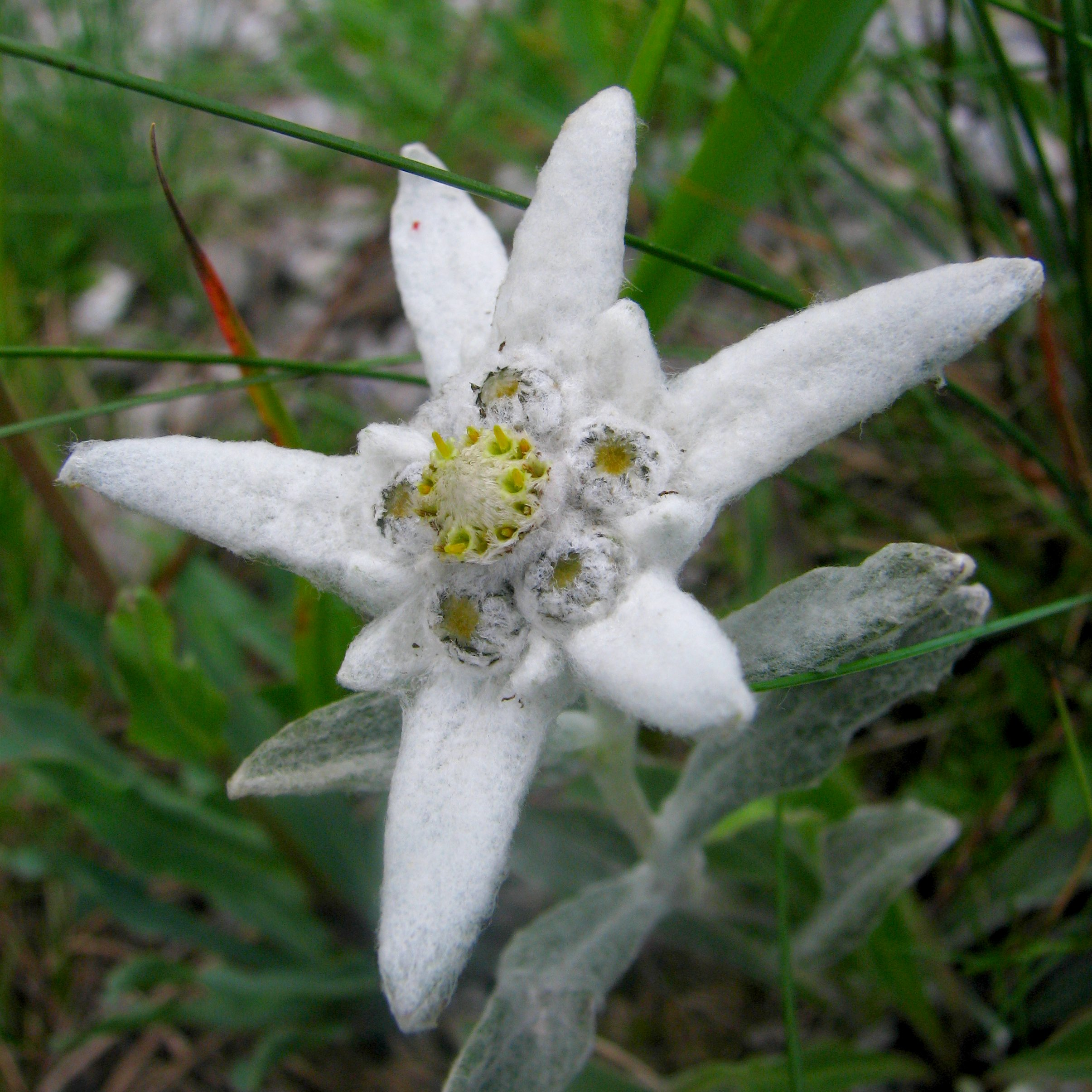
L'édelweiss des Apennins.
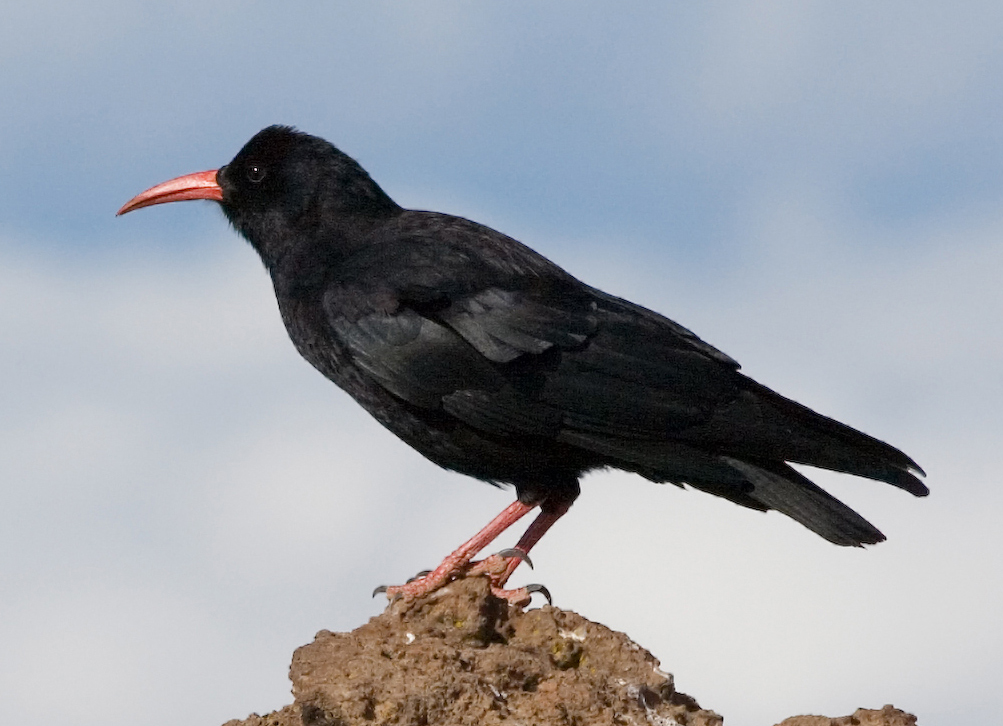
Le Crave à bec rouge.